# Jean Tshikuna
Jean Tshikuna, dit Tshikens, est un boxeur congolais (RDC) né en 1944 à Élisabethville et mort le 30 décembre 2019 en Belgique.

## Carrière
Jean Tshikuna obtient la médaille d'argent dans la catégorie des poids mi-lourds aux Jeux africains de 1965 à Brazzaville.
Il est le premier Congolais à avoir évolué en tant que boxeur professionnel en Europe.